# Apeirofobia
Apeirofobia (z gr. ἄπειρον, bezkres) – neurotyczny lęk przed nieskończonością czasu i przestrzeni. Spotykany w szczególności u adolescentów, a także osób z cechami autyzmu bądź dereizmu. Może wiązać się z lękiem przed liczbami nieskończonymi, patrzeniem w niebo lub ocean czy lękiem przed życiem wiecznym. Może powodować bezsenność, ataki paniki, koszmary, utrudnioną koncentrację, potrzebę przewidywalności i utrzymania wszystkiego pod kontrolą.